# Anfiarao
Anfiarao (in greco antico: Ἀμφιάραος?, Amphiáraos, o Anfirao) è un personaggio della mitologia greca, figlio di Oicle (o, secondo un'altra versione, di Apollo) e di Ipermnestra.

## Mitologia
Anfiarao aveva avuto in dono da Apollo la preveggenza e diventò l'indovino della città di Argo e dove aveva sposato Erifile (la sorella del re Adrasto), che gli diede due figli, Anfiloco e Alcmeone. Grazie alle sue doti, Anfiarao previde il fallimento della spedizione dei Sette contro Tebe e rifiutò di accompagnarli ma la presenza di Anfiarao era necessaria, poiché serviva un'ultima persona fidata che presidiasse la settima porta di Tebe.
Anfiarao si nascose in un luogo noto solo a sua moglie ma essa si fece corrompere da Polinice che in cambio della rivelazione del nascondiglio le promise la collana dell'eterna giovinezza, appartenuta ad Armonia.
Anfiarao fu costretto a partire, ma prima di iniziare il fatale viaggio chiese a suo figlio Alcmeone di vendicare la propria morte uccidendo la madre.
Una volta a Tebe, Anfiarao ebbe l'incarico di attaccare la porta di Omoloide, ma fu sconfitto e le sue truppe disperse. Anfiarao fu costretto alla fuga e solo l'intervento di Zeus impedì che venisse ucciso dai soldati tebani. Il dio decise di farlo precipitare in una fossa aperta con uno dei suoi fulmini, e fece sì che quel luogo diventasse sacro, con un oracolo. Anfiarao cadde nelle viscere della terra e precipitò direttamente nell'Oltretomba al cospetto di Minosse, che lo vide arrivare con l'armatura e il carro da guerra.
La sua storia è raccontata da vari poeti, la versione più celebre è forse quella nella Tebaide di Stazio.

## Oracolo
La città di Oropo gli dedicò un santuario (Amphiareion), che ospitava il cosiddetto oracolo di Anfiarao, il quale dal V al I secolo a.C. ebbe in Grecia notevole importanza.

## Divina Commedia
Dante Alighieri citò Anfiarao come primo esempio di indovini nella quarta bolgia dell'ottavo cerchio dei fraudolenti nell'Inferno. Egli è condannato a vagare eternamente con la testa ruotata sulle spalle, che lo obbliga a camminare indietro, in contrappasso con il suo potere "preveggente" in vita. Dopo di lui viene citato anche il suo rivale nell'assedio di Tebe, Tiresia, mago e astrologo tebano.

## Bronzi di Riace
È stata formulata l'ipotesi che uno dei due Bronzi di Riace, custoditi presso il Museo Nazionale della Magna Grecia di Reggio Calabria, raffiguri proprio Anfiarao.